# Arisaema candidissimum
Аризема білосніжна (Arisaema candidissimum) — вид рослини родини кліщинцевих.

## Назва
В англійській мові має назву «лілія-кобра» (англ. cobra lily).

## Будова
Багаторічна рослина з підземними бульбами. Квіти з'являються на високій квітконіжці, мають приємний запах. Покривало біле, вкрите рожевими смугами зсередини та зеленими ззовні, має загнутий кінчик. Суцвіття — початок, буває чоловічим чи жіночим, має злегка зігнутий кінчик. Разом з квіткою росте листок з трьома долями до 60 см в діаметрі.

## Поширення та середовище існування
Зростає у Китаї на кам'янистих схилах та у соснових лісах, на сухих освітлених місцях.

## Практичне використання
Вирощується як декоративна рослина.

## Цікаві факти
Рослина може змінювати стать протягом свого життя. Молоді рослини зазвичай чоловічі, потім стають жіночими. Протягом свого життя (до 20 років) може змінювати стать кілька разів.

## Галерея

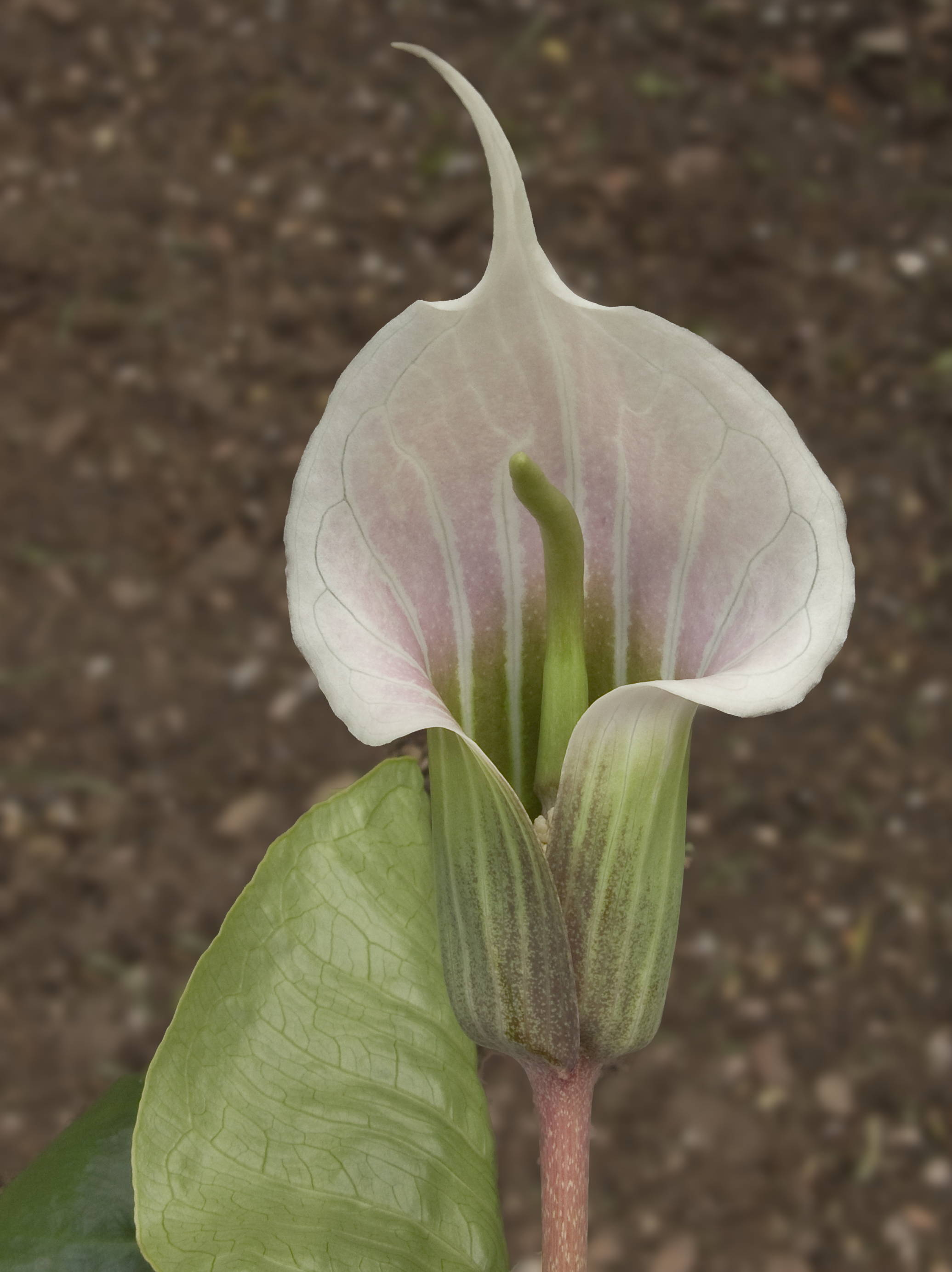
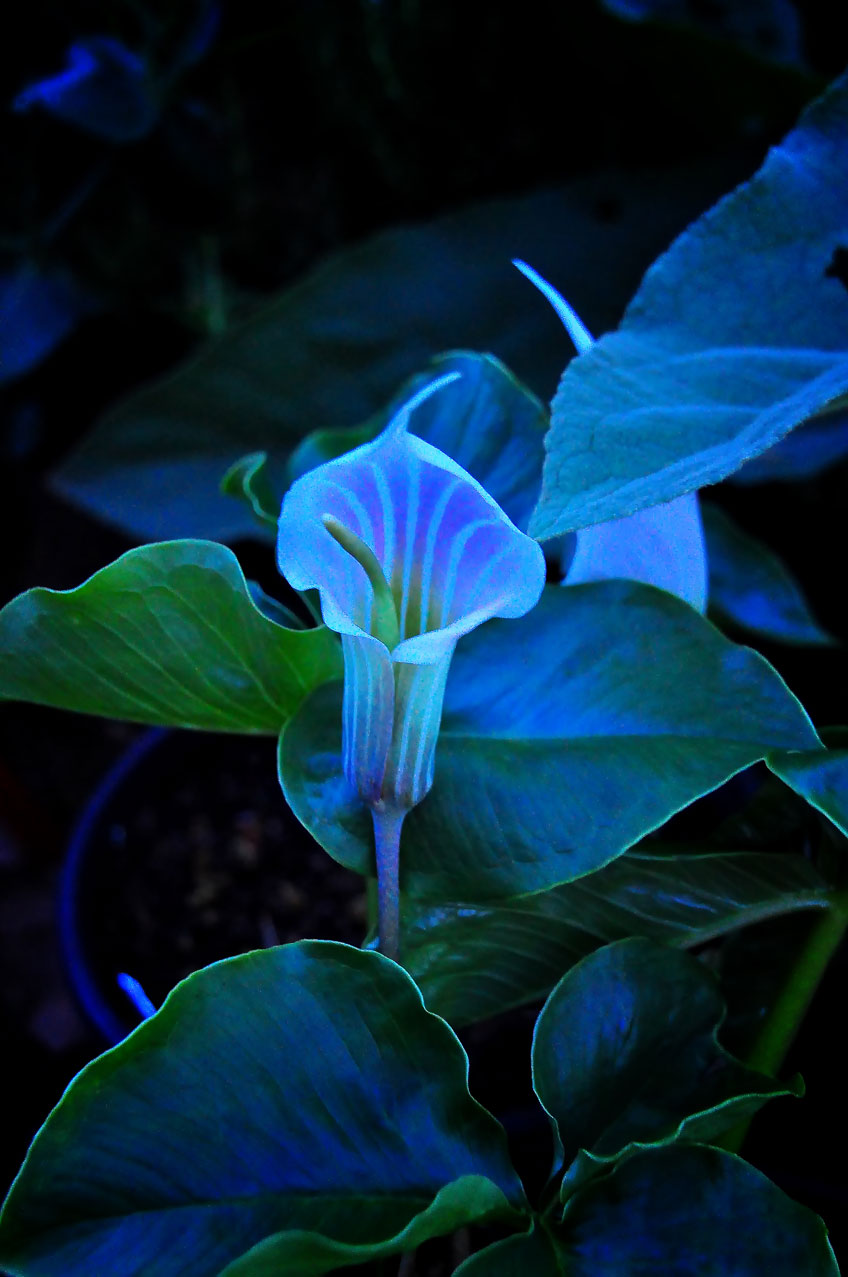